# Lagenanectes
Lagenanectes ist eine Gattung der Plesiosaurier aus der Familie Elasmosauridae, die während der Frühen Kreide im Gebiet des heutigen Deutschlands lebte. Die einzige Art ist Lagenanectes richterae. Die Gattung wurde 2017 beschrieben und ist einer der frühesten Vertreter der Elasmosaurier. Der Holotypus ist ein unvollständiges Skelett, welches große Teile des Schädels, einige Hals- und Schwanzwirbel sowie Rippen und Teile der Extremitäten mit einschließt. Die Körperlänge wird auf 8 m geschätzt.

## Forschungsgeschichte

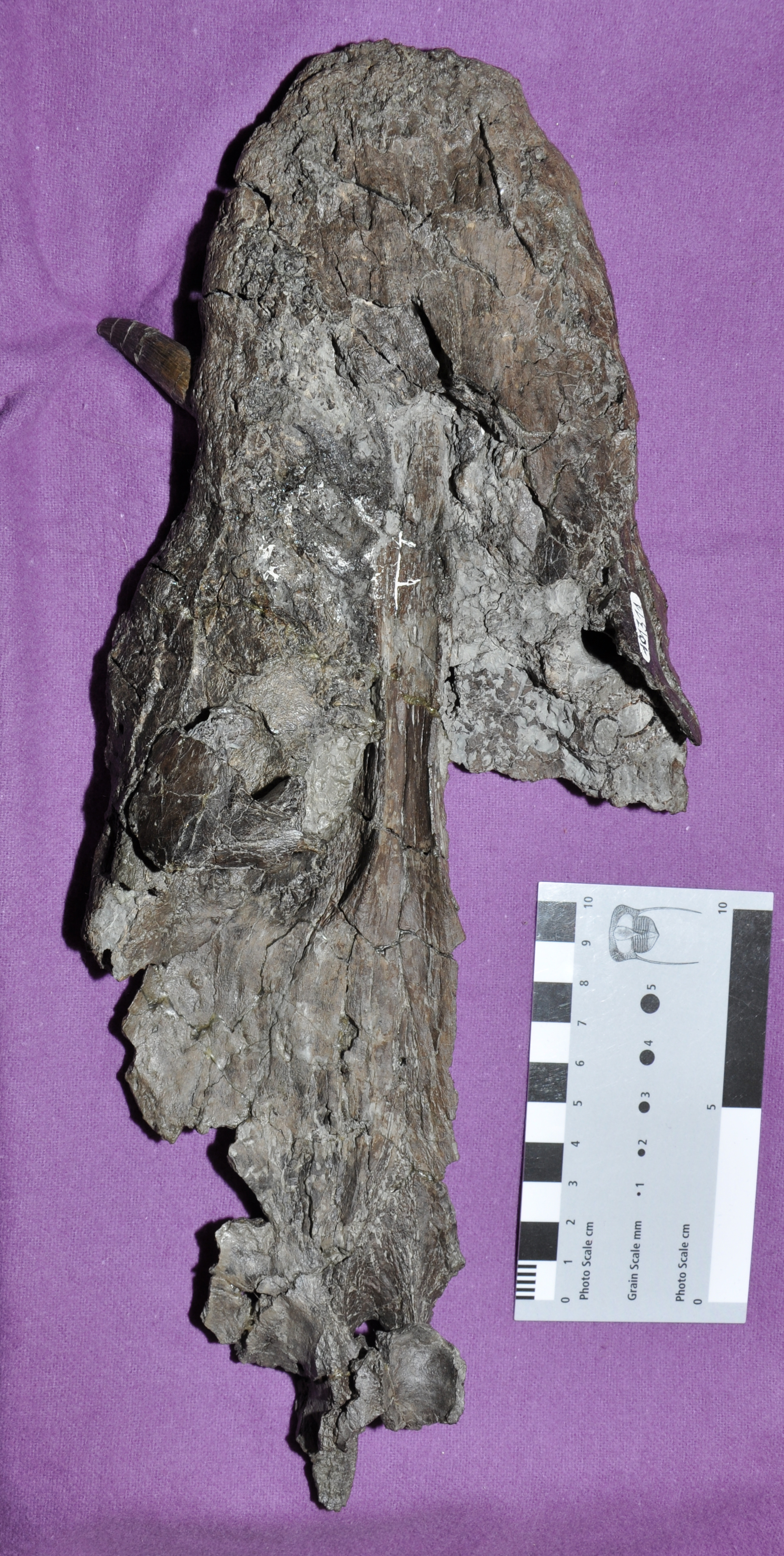
Schädel von Lagenanectes von oben gesehen

Der Holotypus von Lagenanectes richterae (Exemplarnummer BGR Ma 13328) wurde im Sommer 1964 von Fossiliensammlern (darunter maßgeblich K. Wiedenroth und F.O. Finzel) in der ehemaligen Tongrube Moorberg bei Sarstedt in Niedersachsen entdeckt und geborgen. Der genaue Fundhorizont ist unbekannt, sodass eine gewisse Unsicherheit hinsichtlich des geologischen Alters besteht, das zwischen dem unteren Hauterivium und unteren Barremium liegen kann. Als wahrscheinlichstes Alter wird das obere Hauterivium angenommen. Die Skelettreste wurden dem Landesamt für Bodenforschung in Hannover übergeben und dort von Professor Sickenberg als Elasmosaurier erkannt. Später gelangten die Reste als Dauerleihgabe an das Niedersächsische Landesmuseum in Hannover, wo sie seither einen Teil der Sammlung bilden.

## Namensgebung

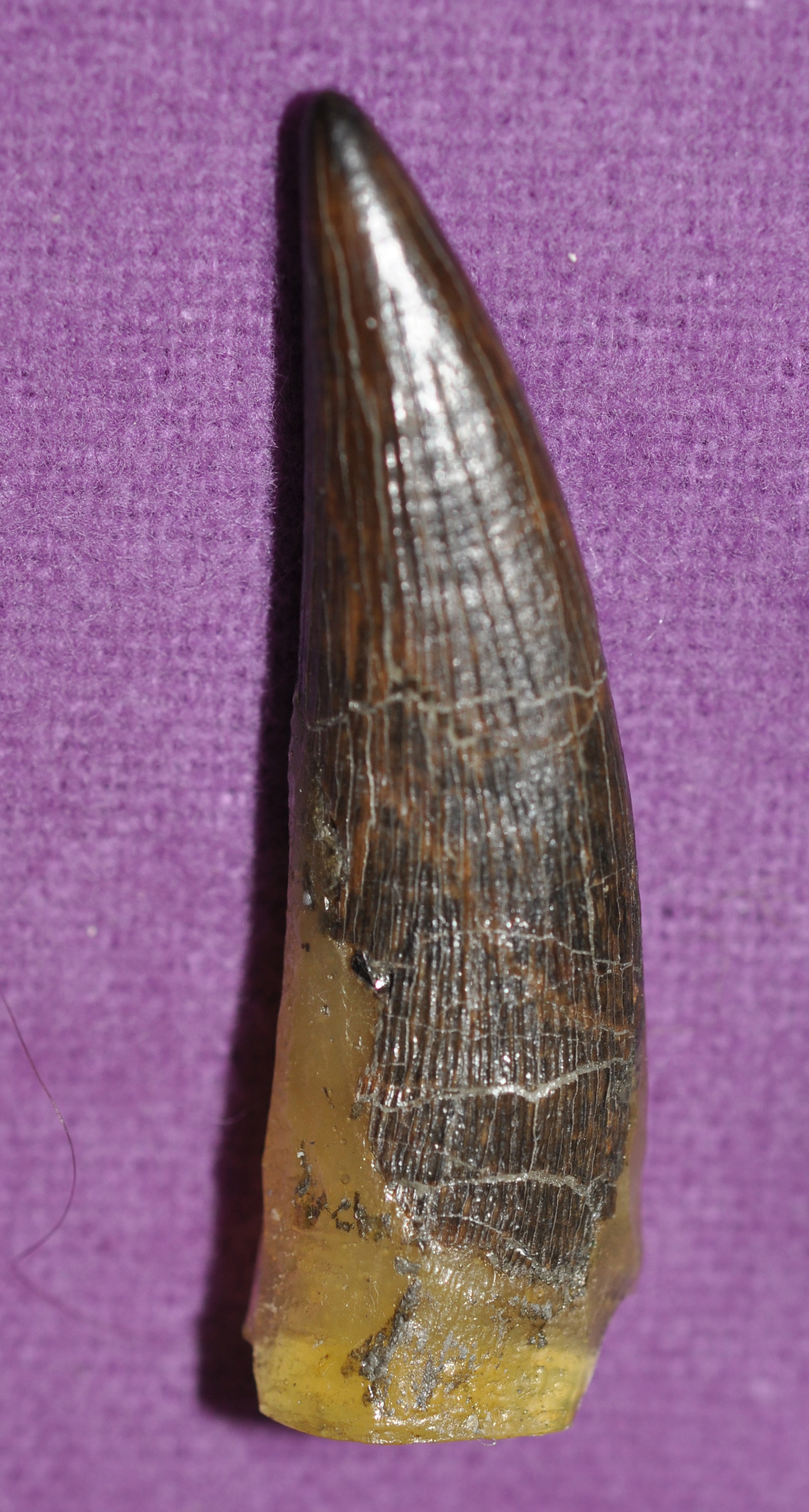
Zahn von Lagenanectes richterae

Lagenanectes richterae wurde 2017 von Sven Sachs, Jahn J. Hornung und Benjamin P. Kear beschrieben. Der Name Lagenanectes bedeutet wörtlich übersetzt "Leine-Schwimmer" und nimmt Bezug auf den Fluss Leine, sowie die schwimmende Fortbewegungsweise des Meeresreptils. Der Artname richterae ehrt die Oberkustodin für Naturkunde am Niedersächsischen Landesmuseum Hannover, Annette Richter, für ihre Verdienste um die paläontologische Forschung in Niedersachsen.

## Alter des Holotypus

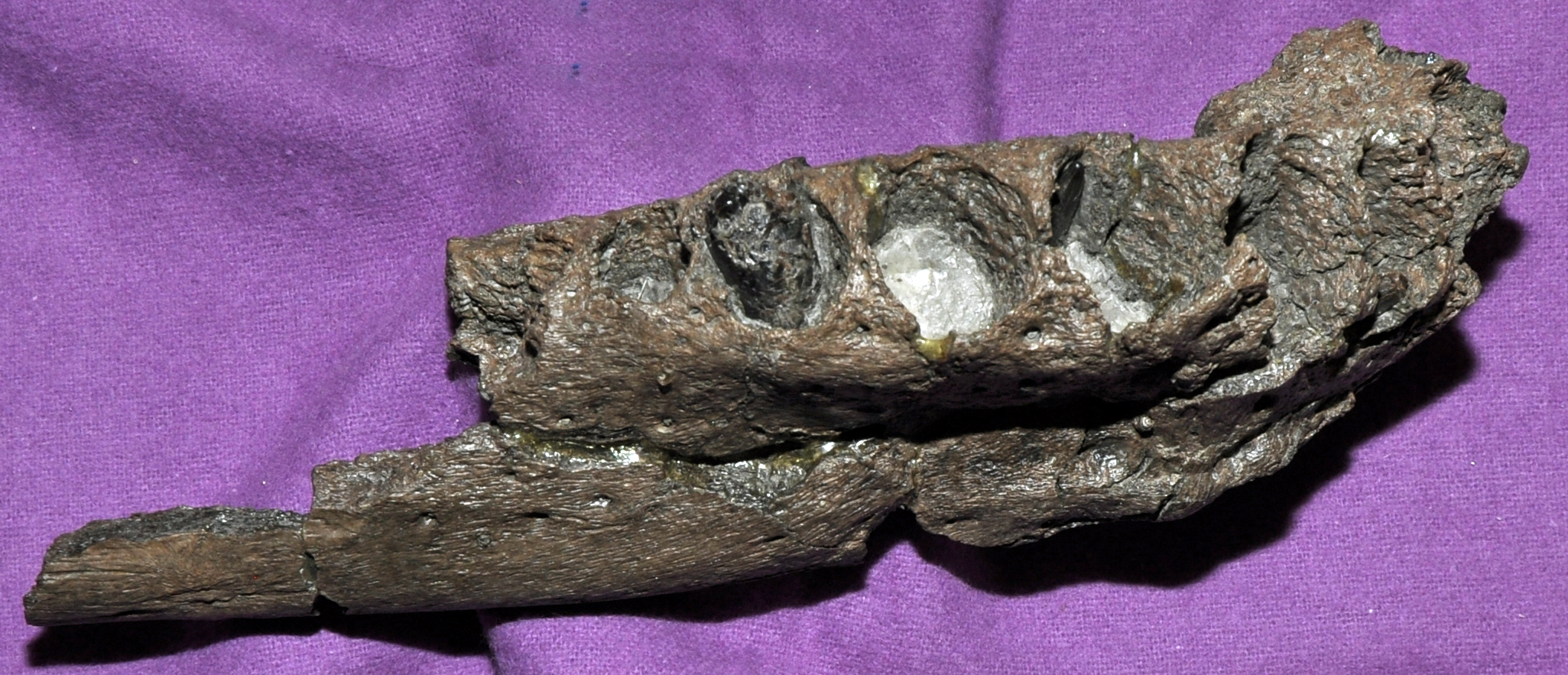
Unterkiefer von Lagenanectes richterae in seitlicher Ansicht

Bei dem Holotypus von Lagenanectes richterae handelt es sich um ein ausgewachsenes Tier. Dies ist daran zu erkennen, dass sowohl die Knochen des Schädels als auch die Wirbelbögen und Wirbelkörper miteinander verwachsen sind.

## Anatomische Merkmale

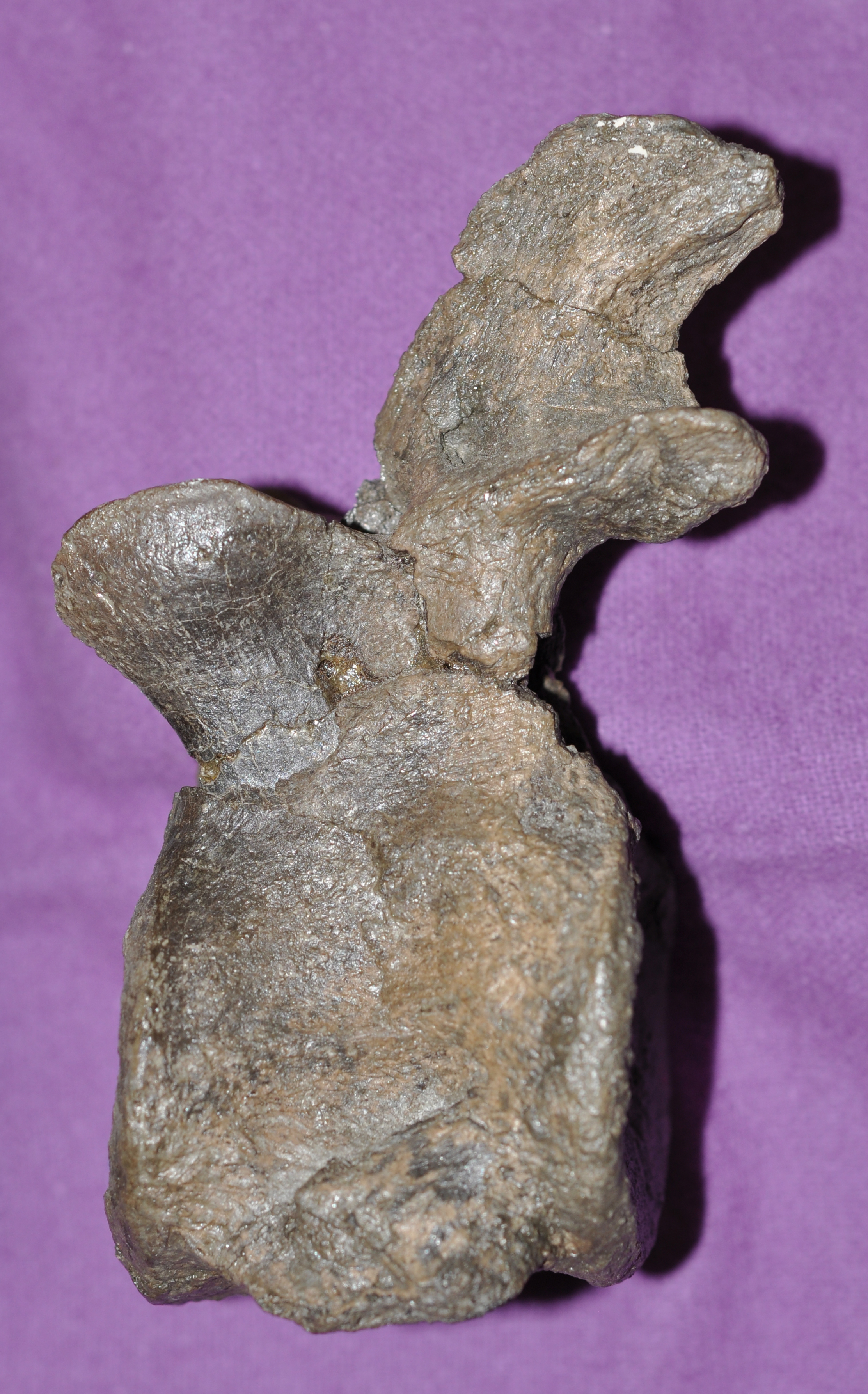
Halswirbel von Lagenanectes richterae in seitlicher Ansicht

Der Unterkiefer von Lagenanectes richterae zeigt eine Reihe von anatomischen Merkmalen, die für Plesiosaurier einmalig sind (Autapomorphien). Hierzu gehört, dass sich die Zähne im vorderen Teil des Unterkiefers seitlich befanden. Außerdem sind in diesem Bereich auf der Unterseite des Kiefers markante Vertiefungen ausgebildet. Der Schädel von Lagenanectes besitzt eine stark abgerundete Schnauzenspitze sowie mehrere Gruben auf der Oberseite, in denen sich Elektrorezeptoren zur Ortung der Beute befunden haben könnten. Die Halswirbel von Lagenanectes haben eine quadratische Form und es fehlt ihnen die sonst für viele Elasmosaurier typische Einsenkung im unteren Rand der vorderen und hinteren Gelenkfläche der Wirbelkörper.

## Krankhafte Veränderungen
Das Hinterhaupt und der erste Halswirbel des Holotypus von Lagenanectes richterae zeigen krankheitsbedingte Veränderungen der Knochenstruktur. Möglicherweise wurden diese durch eine Entzündung hervorgerufen.

## Taxonomie
Die Studie von Sachs und Kollegen ergab, dass Lagenanectes richterae ein früher Vertreter der Elasmosaurier war. Laut einer kladistischen Analyse ist Lagenanectes am nächsten mit dem "Speeton Clay plesiosaur" (einem bisher unbeschriebenen Plesiosaurier aus dem Hauterivium von England), sowie mit Callawayasaurus aus dem Aptium von Kolumbien verwandt.